# Église Notre-Dame de Valliquerville
Pour les articles homonymes, voir Église Saint-André.
L' église Notre-Dame de Valliquerville  est l'église paroissiale de la commune de Valliquerville dans le département de Seine-Maritime. Son clocher fait l’objet d’un classement au titre des monuments historiques par la liste de 1840.

## Galerie

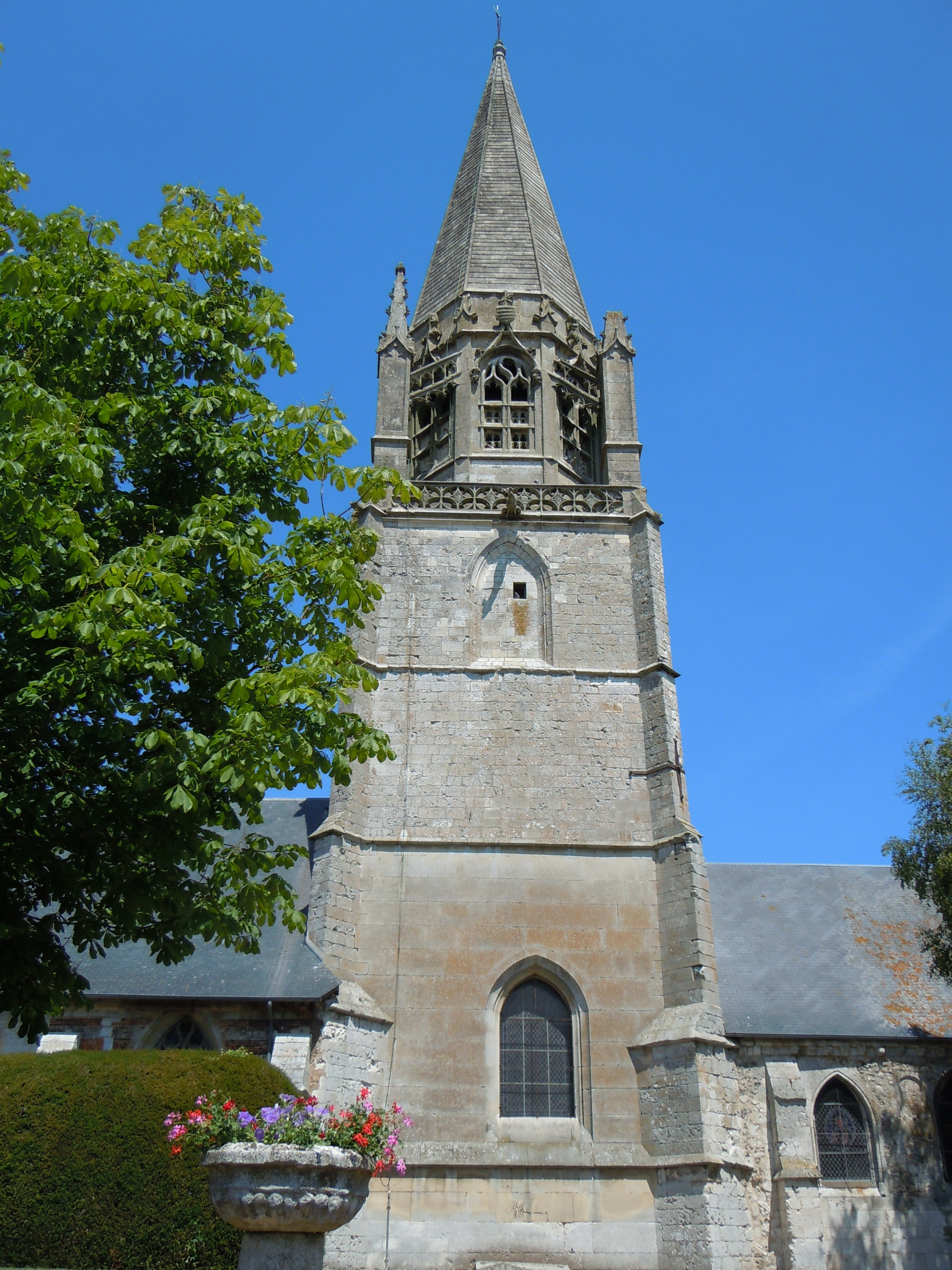
Clocher de l'église
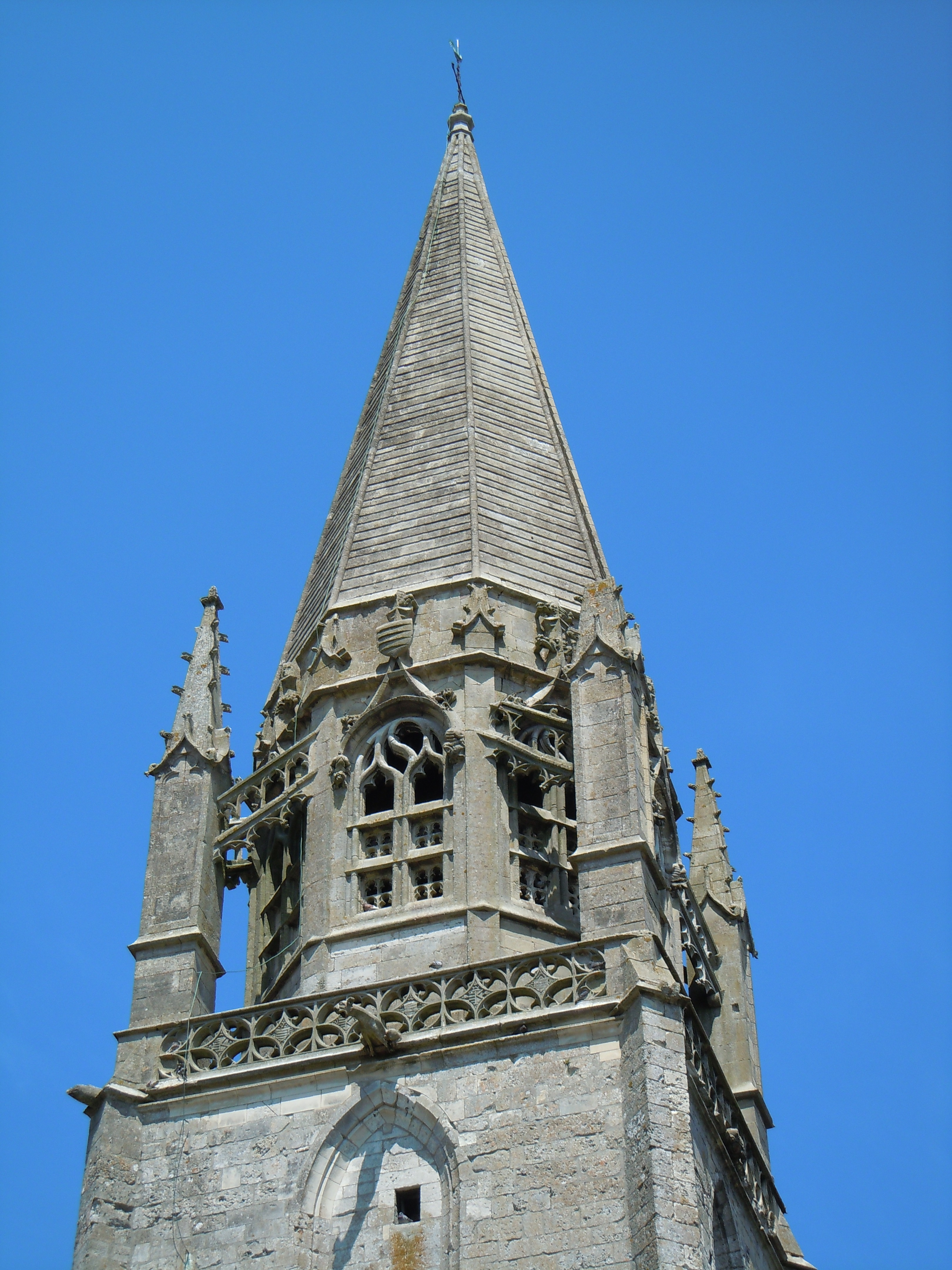
Détail du clocher